# Eclae (Ort)
Eclae ist der älteste Ortsteil von Vila Maumeta, dem Hauptort der osttimoresischen Insel Atauro. Eclae bildet den Süden von Vila Maumeta, im Osten der Aldeia Eclae (Suco Vila Maumeta, Gemeinde Atauro), auf einer Meereshöhe von 8 m.

## Einrichtungen

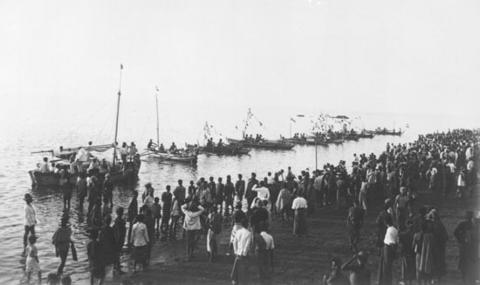
Der alte Hafen in den 1930er Jahren

In Eclae haben auch die Verwaltungen des Sucos und der Gemeinde, die Atauro bildet, ihren Sitz. Außerdem finden sich hier die Grundschule Central Vila Maumeta, eine Filiale der Banco Nacional de Comércio de Timor-Leste (BNCTL) und ein kommunales Gesundheitszentrum. An der Küste liegt der alte Hafen von Vila.